# Valtorp
Valtorp is een plaats in de gemeente Falköping in het landschap Västergötland en de provincie Västra Götalands län in Zweden. De plaats heeft 71 inwoners (2005) en een oppervlakte van 12 hectare.